# چرخه روابط پیچیده واشینگتن
چرخهٔ روابط پیچیده واشینگتن (انگلیسی: Washington Merry-Go-Round) یک فیلم درام سیاسی آمریکایی است که در سال ۱۹۳۲ منتشر شد.

## بازیگران
- لی تریسی
- کنستانس کامینگز
- والتر کانلی
- آلن داینهارت
- آرتور هویت
- برتون چرچیل
- جان نانس گارنر
- فرانک شریدان
- کلی کلمنت
- کلارنس میوس
- والیس کلارک
- لری استیرس
- جان تی. پرینس
- تاینی سندفورد